# 後藤彰友
後藤 彰友（ごとう あきとも、1984年10月14日 - ）は、愛知県出身の元ラグビー選手、ジャパンラグビーリーグワン所属のトヨタヴェルブリッツでGMを務める。
現役時代のポジションはロック。

## 経歴
中学までは野球をプレーし、高校でもいったん野球部に入ったものの退部。ラグビー部から熱心な勧誘を受けるも断り続けたが、千種高校ラグビー部OBの俳優・舘ひろしが後藤の元を訪れて、直接の勧誘を受けたことでラグビー部に入部。高校3年次には主将として全国高校ラグビー選手権に出場。
2003年、早大に進学。理工学部で環境科学を専攻。実験がある日は練習に出れないため、全体練習に参加できるのは週に2日という厳しい環境の中、2年次にAチーム入りし、2年次、3年次に全国大学選手権優勝を経験。4年次にはチームの副将を務めた。
2007年、トヨタ自動車に入社。2年目の春の練習試合で膝に復帰まで1年半を擁する大きなケガを負う。その後も膝の不調に悩まされ、2012年度で引退。6年間の現役生活だった。
社員としては、入社当時からTQM(トータル・クオリティ・マネジメント)という総合的な品質管理や製品の質を上げるための人を教育する部署に配属。現役引退後は社業に専念した。
ラグビーワールドカップを2年後に控えた2017年、トヨタ自動車の運動部のマネジメントを担う「スポーツ強化・地域貢献部」に異動。ファンエンゲージメントを担当し、スタジアムに足を運んでもらえるか、知恵を絞った。その後は部内異動で、名古屋グランパス、アルバルク東京などのマネジメントを担当、プロスポーツの経営管理を現場で学ぶ。
2021年6月1日付で、トヨタヴェルブリッツのＧＭに就任。